# ۱۸-کرون-۶
۱۸-کرون-۶ (به انگلیسی: 18-Crown-6) با فرمول شیمیایی C۱۲H۲۴O۶ یک ترکیب شیمیایی با شناسه پاب‌کم ۲۸۵۵۷ است. که جرم مولی آن ۲۶۴٫۱۲۲ g/mol می‌باشد. 